# Çerkes Ethem
Çerkes Ethem (em adiguê: Пщэу Iэтэм, também conhecido como Psheu Ethem; Bandırma, 1886 – Amã, 21 de setembro de 1948), conhecido em inglês como Ethem, o Circassiano, foi um líder guerrilheiro otomano circassiano. Ele inicialmente ganhou fama por estabelecer o Kuva-yi Seyyare e reprimir várias rebeliões em grande escala e obter grandes vitórias contra os exércitos gregos que invadiram a Anatólia durante a Guerra da Independência da Turquia.   
Com o tempo, quando as visões socialistas islâmicas de Ethem entraram em conflito com o nacionalismo turco do Movimento Nacional Turco, ele cortou laços com eles para agir de forma independente e, mais tarde, foi atacado e derrotado por İsmet İnönü.    İnönü afirmou mais tarde que Ethem cooperou posteriormente com o exército grego,  uma afirmação que foi rejeitada pelo próprio Ethem  e contestada pela maioria dos historiadores.    

## Biografia
Sua família, a Casa de Dipsheu, era originalmente um famoso clã de piratas e bandidos da província de Ubykhia, na Circássia, que foi exilado no Império Otomano na década de 1860 durante o genocídio circassiano. 
Ethem nasceu na aldeia Emre de Bandırma como filho de Psheu Ali Bei.  Um de seus irmãos foi membro do Parlamento por Saruhan (atual Manisa) no primeiro mandato legislativo da Grande Assembleia Nacional da Turquia e anteriormente no quarto mandato da Câmara dos Deputados do Império Otomano. Seu outro irmão era um oficial militar sênior que se formou no Colégio Militar Otomano em 1902. 

## Educação e carreira militar
Ele fugiu de casa quando tinha 14 anos para ingressar na Escola de Oficiais Juniores de Cavalaria de Bakırköy. Ele se juntou à Guerra dos Balcãs e foi ferido na frente búlgara. Como resultado, ele foi agraciado com honras e subsídio de antiguidade. Mais tarde, ele se juntou à Organização Especial Otomana organizada por Eşref Kuşçubaşı e participou de operações no Afeganistão e no Iraque durante a Primeira Guerra Mundial. Ele foi novamente ferido e se retirou para sua aldeia. Mais tarde, ele fundou o Kuvâ-yi Seyyâre, que foi a única força militar organizada na Anatólia durante o período de 1919-1920, entre o Armistício de Mudros e o Tratado de Sèvres. Ele coordenou suas operações militares com Ali Fuat Pasha em Ancara e perseguiu os exércitos gregos invasores com sua rápida cavalaria. Ele foi fundamental para reprimir várias rebeliões contra a autoridade da Grande Assembleia Nacional da Turquia. Por fim, Çerkes Ethem teve um desentendimento com İnönü, recusando-se a unir suas forças ao exército regular estabelecido sob o comando de İnönü, já que ele também seria um soldado regular. Ethem alegou que seus soldados, compostos por circassianos e clãs das montanhas, nunca obedeceriam a ninguém além dele, e por isso ele deveria receber o posto de comandante do exército. Embora Mustafa Kemal tivesse uma visão positiva de Ethem, İsmet Paxá não gostava dele, e por isso ele não foi levado a sério, e o recém-reconstituído Exército Turco teve que acabar com a situação enquanto também lutava contra os gregos na Primeira Batalha de İnönü. Enquanto as forças de Ethem enfrentavam os gregos, o exército turco sob o comando de İnönü chegou, e Ethem, preso entre dois exércitos hostis, fez um pacto de não agressão com os gregos e fugiu da Anatólia. İnönü afirmou mais tarde que Ethem cooperou posteriormente com o exército grego  (uma afirmação que foi contestada e rejeitada pela maioria dos historiadores).     Isso resultou na revogação da cidadania de Ethem sob a alegação de traição e na sua declaração de persona non grata pelo TBMM, entre muitos outros. Da Grécia, ele foi para a Jordânia e se estabeleceu lá.

### Cooperação com as forças de Atatürk contra as potências aliadas
Çerkes Ethem era um aliado de Mustafa Kemal Atatürk que o apreciava por sua luta bem-sucedida contra os exércitos aliados invasores e bandidos em diferentes regiões da Turquia.  Atatürk concedeu a Ethem, o título de Millî Kahraman (Herói Nacional). 

### Kuva-yi Seyyare
O Kuvâ-yi Seyyâre era uma força de voluntários islâmicos socialistas   circassianos e abecásios, liderados por Ethem, contra as forças de invasão aliadas durante a Guerra da Independência da Turquia.  O grupo via-se como uma força para lutar contra "aqueles que causavam perturbações ao bem maior da Anatólia".    As forças eram um ramo do Kuva-yi Milliye e desempenharam um papel importante na desaceleração significativa do exército grego durante a Guerra Greco-Turca (1919-1922).

## Morte
Ethem morreu em 21 de setembro de 1948 perto do Rio Jordão em Amã, Jordânia.  Ele foi enterrado no cemitério islâmico, antes de sua morte ele solicitou que seu túmulo não fosse marcado, ele foi enterrado próximo ao muro do cemitério. 

## Legado

### Literatura
Em sua obra de 1928, The Turkish Ordeal, a principal romancista e nacionalista otomana Halide Edib Adıvar menciona a primeira vez que viu Ethem, e o quão respeitado ele era por Mustafa Kemal Atatürk, além de descrever a aparência física de Ethem de uma forma muito positiva. 

### Planos de exumação e novo sepultamento
Em 2015, o vice-primeiro-ministro da Turquia anunciou a exumação e o novo enterro planeados de Ethem na Turquia, onde nasceu.  Porém, isso não foi concretizado.